# Trần Quốc Bửu
Trần Quốc Bửu (13 tháng 5 năm 1912 – 19 tháng 11 năm 1976) là chính khách Việt Nam Cộng hòa, nguyên Chủ tịch Tổng Liên đoàn Lao công Việt Nam và Phó Chủ tịch Tổng Công đoàn Công giáo Quốc tế, thời trẻ từng bị bắt bỏ tù vì tham gia hoạt động chống thực dân Pháp và phản đối chủ nghĩa cộng sản.

## Tiểu sử
Trần Quốc Bửu sinh ngày 13 tháng 5 năm 1912 tại làng Tân Nghi, tỉnh Bình Định, Trung Kỳ, Liên bang Đông Dương.:33
Dưới thời Pháp thuộc, ông bị thực dân Pháp đày ra Côn Sơn trong thập niên 1940 vì dám tranh đấu cho lý tưởng quốc gia và hoạt động công đoàn, tại đó ông từng ở chung phòng giam với Lê Duẩn, về sau là Tổng Bí thư Đảng Cộng sản Việt Nam. Ít lâu sau, ông vượt ngục thành công và trở về đất liền nắm quyền chỉ huy toán Đặc công 25 nổi danh của mình trong suốt thời kỳ kháng chiến chống Pháp.
Trung tướng Nguyễn Bình và đội an ninh chính trị hăm dọa tử hình Trần Quốc Bửu vì không ông chịu gia nhập Đảng Cộng sản Việt Nam. Do mâu thuẫn này mà ông quyết định bỏ trốn về Sài Gòn năm 1951 và qua Pháp theo học khóa công đoàn từ năm 1952 đến năm 1954 thuộc Tổng Liên đoàn Lao công Pháp (CFTC) có trụ sở tại đường Montholon, Paris. Học xong trở về nước, ông chính thức thành lập Tổng Liên đoàn Lao công Việt Nam (CTV), nơi tập trung 85% lao công Việt Nam.
Dưới thời Đệ Nhị Cộng hòa, ông liên kết với Nguyễn Bá Cẩn và Nghị sĩ Đặng Văn Sung để lập ra Đảng Công Nông Việt Nam vào năm 1969. Ông làm Chủ tịch Đảng, còn Nguyễn Bá Cẩn giữ chức vụ Tổng Bí thư Đảng Công Nông Việt Nam.
Tổ chức công đoàn của ông rất vững mạnh, uy tín và đức tính bình dân của ông trong giới cần lao đã giúp ông có nhiều sự nâng đỡ từ giới công đoàn Mỹ. Cả phía cộng sản cũng muốn chiêu dụ ông nhưng ông kiên quyết từ chối đứng về phía họ. Do đó cộng sản đã nhiều lần mưu sát ông nhưng không thành. Trước khi xảy ra biến cố 30 tháng 4 năm 1975, ông kịp thời di tản sang Pháp sống nốt phần đời còn lại. 
Ông qua đời ngày 19 tháng 11 năm 1976 tại Paris, Pháp.